# Orange County Museum of Art
Orange County Museum of Art (pol. Muzeum Sztuki hrabstwa Orange) – muzeum sztuki w Newport Beach, otwarte w 1962 roku. Kolekcja muzeum, licząca 3000 eksponatów, obejmuje dzieła sztuki nowoczesnej i współczesnej.

## Historia

### Lata 60.
Muzeum Sztuki hrabstwa Orange zostało otwarte staraniem trzynastu kobiet w 1962 roku jako Balboa Pavilion Gallery. Nazwa obiektu nawiązywała do Pawilonu Balboa, należącego do firmy Ducommun Realty Company. Propozycję otwarcia w nim galerii sztuki złożyła właścicielowi firmy Betty Winckler, jedna z założycielek placówki i późniejsza jej pierwsza prezes. Budynek wyremontowano i zmodernizowano, a 15 października 1962 roku otwarto w nim pierwszą wystawę. W pierwszej dekadzie swej działalności muzeum zaprezentowało takie wystawy jak: Stieglitz Circle (1963), Rico LeBrun (1964), Richard Diebenkorn (1965), Joe Goode/Edward Ruscha (1968) i Robert Rauschenberg in Black and White (1970). Tworzona kolekcja poświęcona była przede wszystkim sztuce nowoczesnej i współczesnej. W 1968 roku instytucja zmieniła nazwę na Newport Harbor Art Museum.

### Lata 70. i 80.
W 1971 roku dzięki darowiźnie firmy AVCO Financial Services muzeum otrzymało pierwsze stałe dzieła sztuki. W 1972 roku przeniosło się do położonej w pobliżu, większej siedziby. Od 1977 roku muzeum mieści się w obecnym budynku przy San Clemente Drive. W tym czasie otrzymało do swojej kolekcji dzieła sztuki współczesnej Zachodniego Wybrzeża, w tym prace takich twórców jak: John Altoon, John Baldessari, Vija Celmins oraz Ed Moses. W 1981 roku Newport Harbor Art Museum zatrudniło Paula Schimmela, jako głównego kuratora. W ciągu ośmiu lat swej działalności nabył on prace Chrisa Burdena, Roberta Irwina, Sola LeWitta, Claesa Oldenberga, Davida Parka, Charlesa Raya, Jamesa Turrella i innych. Założył Newport Biennial (późniejszy California Biennial).

### Lata 90.
W 1997 roku muzeum zostało przebudowane i przemianowane na Orange County Museum of Art. Muzeum należy do wiodących muzeów sztuk plastycznych w hrabstwie. Zdobyło uznanie krytyki dzięki takim wystawom jak: Birth of the Cool: Art, Design, and Culture at Midcentury, Mary Heilmann: To Be Someone, Picasso to Pollock: Modern Masterpieces from the Wadsworth Athenaeum Museum of Art oraz Richard Diebenkorn: The Ocean Park Series, które przyciągały ponad 30 000 odwiedzających rocznie.

### XXI wiek
W 2001 roku kuratorem generalnym muzeum została Elizabeth Armstrong. Jako cel postawiła sobie takie przedstawianie sztuki, która poszerza horyzonty, oświeca, prowokuje odbiorców i radykalnie zmienia ich punkty widzenia. Sprawowała nadzór kuratorski nad wystawami: Girls’ Night Out (2004, w ramach w ramach California Biennials) z fotografiami, wideo i filmami 10 artystek, poruszającymi tematykę tożsamości i feminizmu oraz Birth of the Cool (2007). W tym samym czasie Dennis Szakacs, dyrektor muzeum od 2003 roku, rozpoczął prezentację przełomowych, objazdowych pokazów artystycznych, w tym Beautiful Losers (2005), obejmujące skateboarding i street art.
W 2008 roku muzeum ogłosiło publicznie zamiar przeprowadzki do nowej siedziby w Costa Mesa.
W maju 2018 muzeum upubliczniło plan swojego nowego budynku, który będzie się znajdował na terenie centrum artystycznego Segerstrom Center for the Arts w Costa Mesa. Rozpoczęcie robót budowlanych zaplanowano na 2019 roku, a otwarcie nowego muzeum na 2021 rok. Tymczasowa siedziba muzeum będzie się mieścić South Coast Plaza Village w Santa Ana.
Nowy budynek, zaprojektowany przez architekta Thoma Mayne’a i jego firmę Morphosis, będzie miał o 50% większą powierzchnię wystawienniczą. 4830 m² przeznaczono na galerie i 929 m² na cele edukacyjne, spektakle, zebrania publiczne, sklep z prezentami i kawiarnie. Zwiedzający będą mieli ułatwiony dostęp do kolekcji. Na dachu budynku przewidziano dodatkową przestrzeń wystawienniczą, na której będzie mógł być urządzony ogród rzeźby oraz organizowane pokazy sztuki na wolnym powietrzu.

## Zbiory
W zbiorach muzeum znajduje się 3000 obiektów sztuki nowoczesnej i współczesnej, poświęconych zwłaszcza sztuce kalifornijskiej z początku XX wieku oraz sztuce międzynarodowej. Artyści, których prace są obecne w muzealnych zbiorach to między innymi: Andy Warhol, Catherine Opie, Richard Diebenkorn, Robert Irwin, Edward Ruscha, John Baldessari, Eleanor Antin, Vija Celmins, Edgar Arceneaux, Charlie White, Jennifer Steinkamp, Kori Newkirk, Rodney McMillan, Hank Willis Thomas, Larry Bell, Mary Heilmann, Amanda Ross-Ho, Helen Lundeberg i Nancy Reddin Kienholz.